# Cheops (gedicht)
Cheops is een episch gedicht in 212 versregels van de Nederlandse dichter J.H. Leopold, dat voor het eerst werd gepubliceerd in De nieuwe gids van januari 1915. De ziel van farao Cheops is opgenomen in het hiernamaals en neemt tijdens een ommegang het heelal waar als een uit talloze sterrenstelsels bestaand geheel waaraan geen overkoepelend ordeningsprincipe ten grondslag ligt. Daarop keert hij terug naar de orde en samenhang van de grafkelder van zijn vertrouwde piramide. Meteen vanaf de publicatie werd het werk bewonderd om zijn woordkeuze en zinsbouw, de filosofische thematiek en om zijn mysterieuze sfeer. Cheops wordt algemeen beschouwd als een hoogtepunt in Leopolds oeuvre en is een van de hoogst gewaardeerde gedichten uit de Nederlandse poëzie. De uiterst zorgvuldige vormgeving stempelt het tot een symbolistisch gedicht, maar het aldus gepresenteerde gefragmenteerde wereldbeeld, de twijfel en de wanorde zijn juist de uitdrukking van 'een nieuw, modernistisch levensgevoel.'
Het gedicht, in een metrum van rijmloze vijfvoetige jambes oftewel blank vers, bestaat uit zeven strofen van verschillende lengte, dus vrij vers, waarvan de eerste vier in een onstuimige, wervelende stijl de ruimtereis beschrijven en de overige drie op veel regelmatiger en strakker wijze het uit- en inwendige van de piramide, tot de grafkamer en de mummie van de farao aan toe. Het gedicht werd van meet af aan gelezen als een voorstelling van Leopolds eigen eenzelvige lotsbestemming. Latere onderzoekers hebben ook een poëticale strekking onderkend en veel aandacht gewijd aan de verwerking van klassieke bronnen als Herodotus over de piramide en vooral het epicurisme, de filosofie van Epicurus, die voornamelijk is overgeleverd in het geschrift De nature rerum van Lucretius. Aan deze filosofie beantwoordt de ruimte in het gedicht; de van eenheid en samenhang doortrokken piramide kent daarentegen een stoïstische architectuur.
Tijdens het leven van Leopold was Cheops al opmerkelijk beroemd voor een werk dat slechts in bibliofiele uitgaven met kleine oplagen verschenen was. Onder meer J.C. Bloem, Hendrik Marsman en Martinus Nijhoff uitten hun grote bewondering. Jonge modernisten herkenden hun literaire en wereldbeschouwelijke opvattingen in de concrete beschrijving en de anti-metafysische strekking van de Cheops. Na de dood van de dichter is het gedicht vrijwel steeds in druk geweest, doorgaans als onderdeel van een bloemlezing uit of volledige editie van Leopolds werk. Cheops is intensief bestudeerd: er zijn veel publicaties aan gewijd, waaronder een aantal omvangrijke. Nog in 1993 entte Lucebert een gedicht op het werk.

## Samenvatting
Na de dood van 'de koning' Cheops wordt diens ziel opgenomen in een nieuwe orde, namelijk 'het groot gevolg' dat in de hemelen de niet nader geïdentificeerde 'onontwijde Openenden, de Hooge Heerschers' op afstand vergezelt. Cheops gaat op in de menigte en moet zijn individuele persoonlijkheid terugdringen. Tijdens een ommegang ondergaat hij de weergaloze schoonheid van de hemel, waar hij ziet hoe het zwevende 'wereldstof' neerslaat en door botsing en werveling nieuwe hemellichamen vormt. De samenhang behelst een 'onvoldongen worsteling' van krachten die zich uitvieren in de balans met anderen, waaronder 'bulderende zonnen' en 'enkelsterren' die eenzaam een 'labyrinth van kronkelwegen' doorlopen. Het planetenstelsel is op één evenaar georiënteerd, waarbij elke sfeer zijn eigen licht heeft. Aan de randen is een 'tintelmist' waar te nemen, terwijl uit de verten kometen en meteoorgesteente het centrum doorstuiven, van richting veranderen en hun weg door het bodemloze niets vervolgen.
Dat stelsel blijkt niet het enige te zijn; er bestaan nog tal van andere 'werelden naar andren zin gezet', met onderdelen die zwenken en verward krioelen krachtens een 'uit eigen wezen voortgekomen wet.'

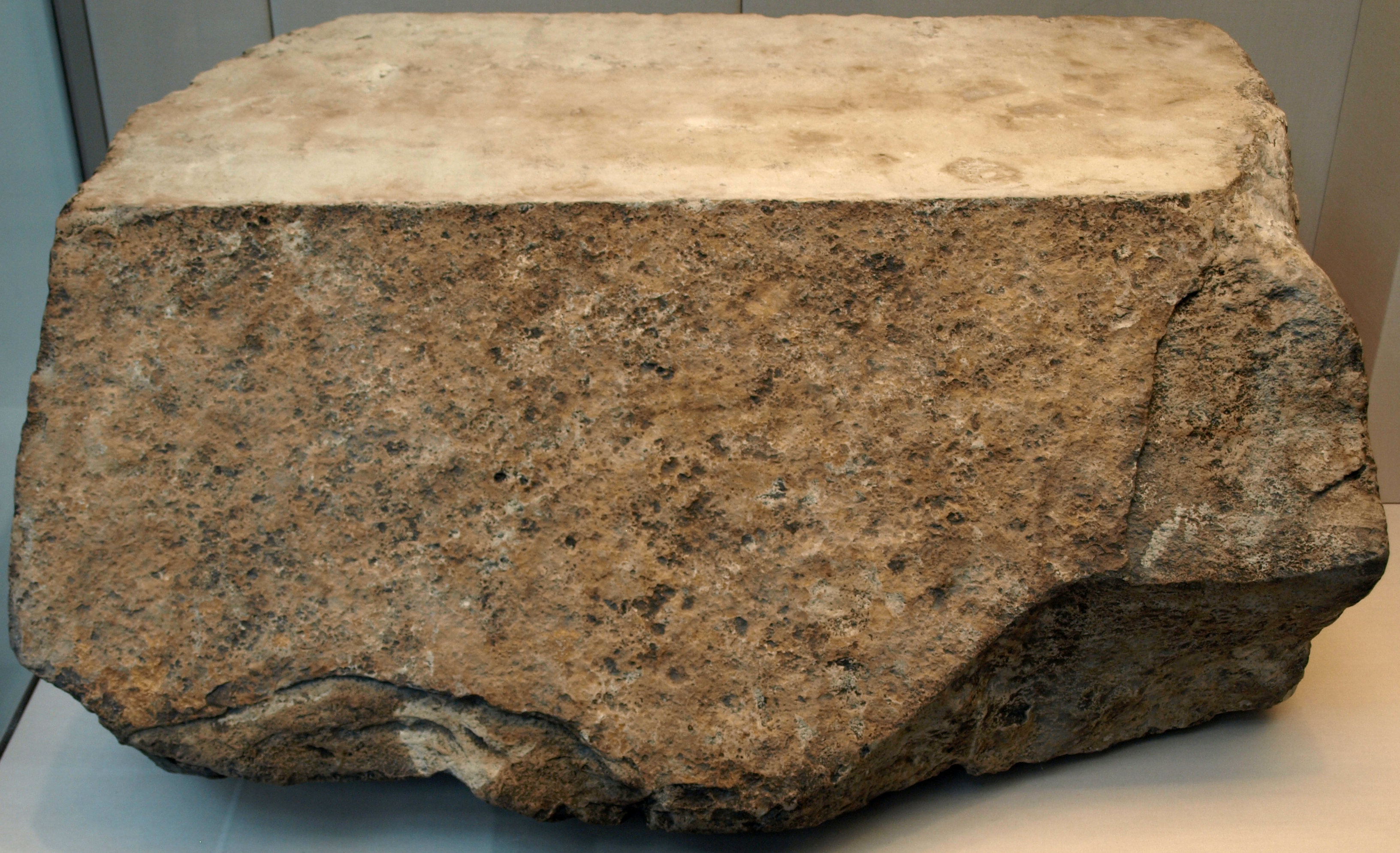
Een van de precies gepolijste lemen stenen die oorspronkelijk de buitenkant van de piramide bedekte, thans in het British Museum

Geheel doordrongen van de aard van het universum met haar diepte, haar 'verlaten zwoegen' en haar 'barre ledigheid', 'ging de ziel des ouden faraohs/ zich gaarne wenden, zonderde zich af/ en keerde zich tot het vertrouwdere'. Hij richt zijn blik naar de aarde, waar zich als een op het 'oeverland' afgezet 'kristal' de driehoekvlakken der piramide bevinden, de zijden gepolijst en geslepen. Het geheel is 'bezonnen en doordacht' opgetrokken en getuigt van 'een eendracht en een samenhang en innerlijk verband, of zij ontstond uit ééne oorzaak'. Aan het monument is destijds door honderdduizenden gebouwd, onderworpen aan de wil en almacht van de meedogenloze despoot. Goedkeurend beschouwt Cheops de perfectie waarmee de voegen en plinten zijn afgewerkt en treedt dan langs de sluitsteen binnen, door de galerijen en gewelven, langs versperringen begeeft hij zich naar de grafkamer, alwaar de sarcofaag, zijn 'doodswieg', nog altijd de vorstelijke mummie bevat. Aan de wand staan beelden van zijn onderdanen en op hoofdhoogte bevindt zich het 'heilig letterschrift' dat bestaat uit begroetingen, machtsverkondigingen en lofspraken aangaande de 'roem des godenzoons'. De oude Cheops vestigt zijn aandacht op deze schildering; de farao is 'geboeid door de symbolen/ van het voormalige en hij hangt er in.'

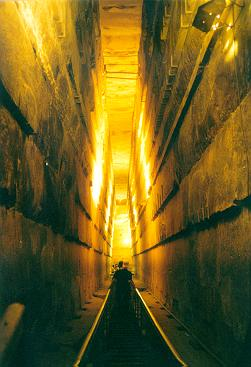
De grote galerij in de piramide van Cheops.

## Achtergrond
Naar de dichter zelf tegenover een bewonderaarster heeft onthuld, ontstond het idee voor het gedicht 'op school, terwijl ik voor de klasse stond en de jeugd in de schoonheden van Herodotus en speciaal in de bouw van de piramiden inwijdde. Toen kwam de leidende gedachte of eigenlijk het gezicht bij mij op en de verdere détails volgden bij de uitwerking van zelf uit het gegeven.' De bedoelde passage bij Herodotus is te vinden in diens Historiën II, 124-125. Leopoldkenners Johan Polak en J.F. Staal noemen drie manieren waarop het gedicht Herodotus volgt. Ten eerste de dwangarbeid waarmee de bouw van de piramide georganiseerd werd (het 'fel bewind,/ dat zijn vermeten en zijn netten wierp/ over de nameloozen'). Ten tweede de schaal van deze dwangarbeid: volgens Herodotus werden steeds honderdduizend man per kwartaal te werk gesteld ('de torenstapeling/ van duizenden op duizenden getild/ door honderdduizenden, getuigenis/ van onbedwongen almacht'). Ten derde de bouwtechniek, waarbij natuursteen zodanig werd gepolijst dat de blokken zo naadloos mogelijk aan elkaar pasten ('de nauwgesloten voegen' en 'de richtigheid van stand der plinten').
Aan het begin van de twintigste eeuw verdiepte Leopold zich in de stoïcist Marcus Aurelius, over wie hij in 1903, 1904 en 1907 wetenschappelijke artikelen publiceerde. De bekroning hiervan is de Aurelius-editie die hij in 1908 verzorgde voor de Oxfordse Clarendon Press. Vervolgens verlegde hij zijn aandacht naar Epicurus, over wie hij in 1909, 1910, en 1915 publiceerde. De publicatie uit 1910 betreft een vertaling van aan Epicurus gerelateerde geschriften, Uit den tuin van Epicurus. Deze wetenschappelijke en filosofische arbeid aan klassieke auteurs had sterke invloed op zijn dichterlijke productie in de periode van 1900 tot 1915. Daarom staat deze periode, de middelste van de drie perioden waarin men Leopolds werk onderverdeelt, bekend als zijn 'klassieke periode'. Cheops vormt hiervan de afsluiting.

## Motto
Alleen de Zilverdisteluitgave van 1916 is van een motto voorzien, waarschijnlijk op verzoek van P.N. van Eyck, want op 18 mei 1916 schreef de dichter hem: 'Als kort motto zou kunnen dienen:......et inexpugnabile seclum. Is dit overeenkomstig Uw wensch, dan heb ik geen bezwaar'.
Het is niet gelukt een bron voor het motto aan te wijzen, waarschijnlijk is het van Leopolds eigen makelij. Over de juiste interpretatie bestaat  onzekerheid, omdat seclum zowel 'tijd' als 'wereld' kan betekenen. Van Eyck stelde als vertaling 'de onverslaanbre tijd' voor, J.C. Kamerbeek dacht op grond van de betekenis 'wereld' dat het ging om het benadrukken van wereldse waarden door de farao. Leopoldkenner J.D.F. van Halsema brengt het motto in verband met Epicurus' filosofie over het ontstaan en vergaan van werelden, die in de tijd ontstaan en met de tijd weer moeten vergaan.
In navolging van Ida Gerhardt wijst ook classicus Rudi van der Paardt erop dat sprake is van het einde van een vers, gezien de puntjes. Het is dus het einde van een dactylische hexameter en dat wijst naar Lucretius, bij wie het woord s(a)eclum herhaaldelijk het slot van de hexameter vormt. Aldus attendeert het motto de lezer op een bron. Het motto is ook op het poëticale niveau van het gedicht van toepassing. De onverslaanbare wereld uit het motto is de piramide, niet alleen een onneembare vesting tegen de buitenwereld, maar ook een wereld waaruit de maker niet kan ontsnappen.

## Structuur
Symbolistische dichters gaan niet uit van een vastliggende vorm als het sonnet, maar gaan uit van wat hun inspiratie brengt. Dit resulteert vaak in een keuze voor het vrije vers, dus een gedicht zonder regelmatige strofenbouw, metrum en eindrijm waarvan ritme de essentie uitmaakt. Toch is het resultaat niet ongebonden maar een toonbeeld van precisie. Een vereiste is functionaliteit van de vorm, dat wil zeggen dat die suggestief, iconisch en ritmisch moet zijn.
Het metrum van het gedicht is een vijfvoetige (pentameter) jambe zonder eindrijm. Ter illustratie kan niet de openingsregel ('Na zijn ontvangst, na te zijn opgenomen') dienen, omdat die met elf lettergrepen een lettergreep te lang is en het woord 'te' de accentverdeling doorbreekt. Wel regelmatig is de regel waarin de wending van het gedicht inzet (vs. 105):  
| ˘   | /    | ˘  | /    | ˘   | /   | ˘   | /    | ˘   | /   |
| dan | ging | de | ziel | des | ou- | den | Pha- | ra- | ohs |

Alleen de laatste vier regels vertonen eindrijm, de overige 208 zijn rijmloos. Wanneer men deze laatste vier niet meerekent, valt de omslag, het zich gaarne afwenden van de farao, precies in het midden. Van der Paardt signaleert 'nogal opvallende verbale parallellen' tussen beide helften op.
Van Eyck ziet in de twee delen geen tegenstelling maar juist een hogere eenheid omdat de reis van Cheops vanuit de ruimte als bestemming zijn eigen mummie heeft. Nadat Cheops de ruimte van alle kanten heeft bekeken doet hij hetzelfde met de buitenkant en het inwendige van de piramide, tot hij ook alle facetten van zijn eigen mummie bekeken heeft. Van Eyck vergelijkt de reis van Cheops en dus de bouw van het gedicht met 'een benedenwaarts gerichte trechterspiraal'.
Letterkundige Garmt Stuiveling ontwaart een ontwikkeling in het oordeel van de farao over de kosmos. Na aanvankelijke bewondering neemt hij de kosmos steeds kritischer waar en ten slotte doorziet hij die als 'zinledige beweging'. Essayist Martien J.G. de Jong beschouwt de slechts acht regels tellende vierde strofe een veralgemeniserende samenvatting van het voorafgaande biedt, waarbij de 'uit eigen wezen voortgekomen wet', een wetmatigheid die aan de gehele kosmos ten grondslag ligt, de farao boven de pet gaat.

### Parallellen metDe rerum naturavan Lucretius
De relevantie van Epicurus beperkt zich niet tot diens filosofie alleen, ook de opzet van het geschrift waarin die filosofie is vervat speelt een rol.
Van der Paardt noemt drie structurele overeenkomsten met De rerum natura, een leerdicht van Lucretius. Beide gedichten kennen een 'onverschrokken held' als hoofdpersoon, Epicurus respectievelijk de farao, en in beide gevallen valt hun naam slechts eenmaal. Epicurus wordt verder alleen aangeduid met omschrijvingen als 'sieraad van de Griekse stam' en 'een goddelijk man'; Cheops wordt aangeduid als 'eigenzinnigen despoot' en 'godenzoon'.
In beide gevallen onderneemt de held een reis door de ruimte. Een scherp contrast doet zich daarbij voor. Waar Epicurus een zegetocht maakt die hem 'zekere en zekermakende kennis over het heelal' oplevert, daar vertoont de ruimte van Cheops een epicurische orde, of juist een gebrek aan orde, alleen voelt Cheops zich daarin niet thuis. Hij wendt zich 'gaarne' af naar zijn piramide, die een stoïsche constructie kent, zoals blijkt uit enkele technische woorden. Verder is de reis die de ziel (Egyptisch: ka) van de farao maakt, ironisch omdat deze vanuit epicurisch standpunt onmogelijk is, want Epicurus ontkent dat er een leven na de dood is.

## Stijl

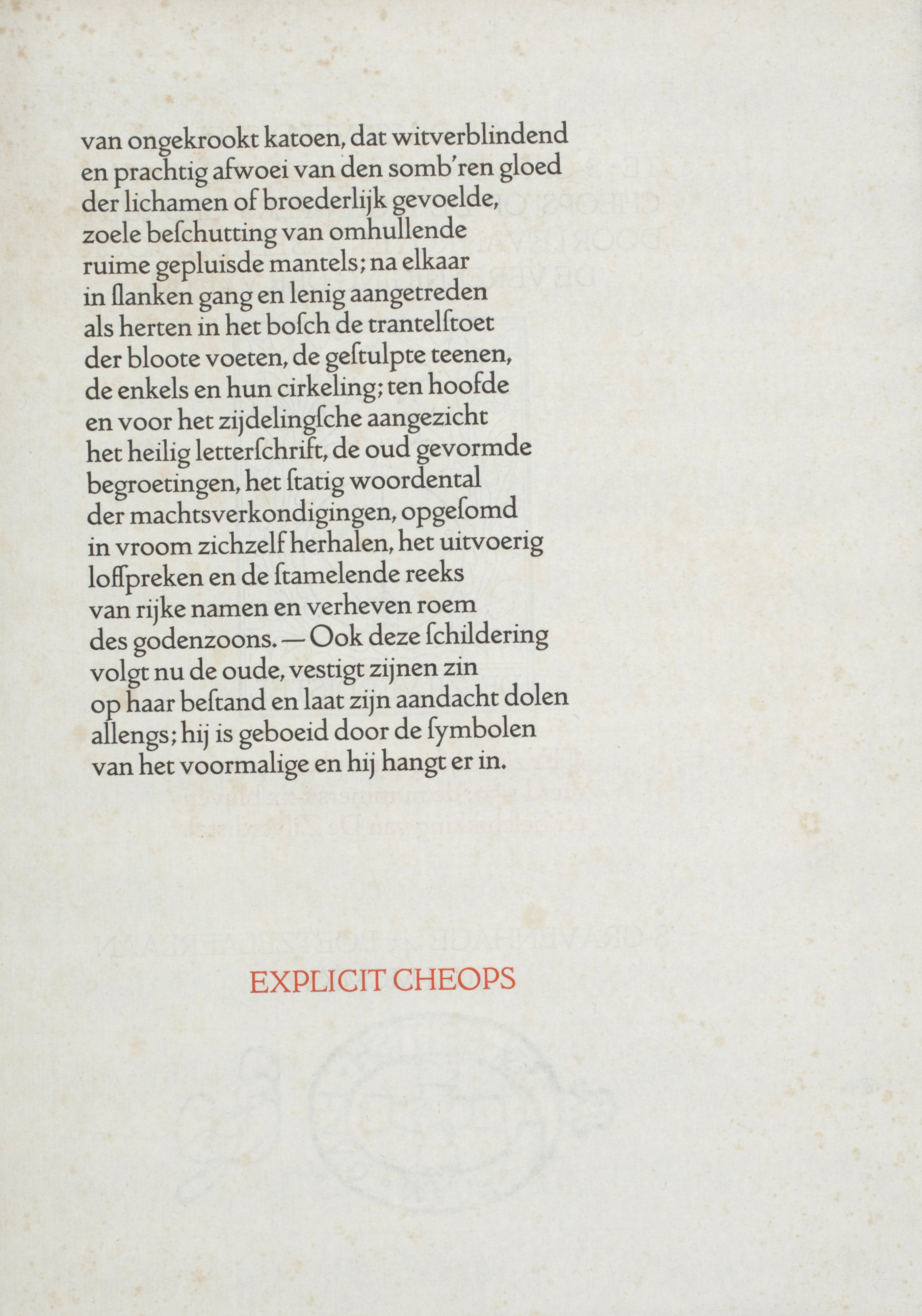
Het slot van Cheops. De verzen zijn duidelijk strakker van compositie dan aan het begin.

Het stromende, biologerende ritme van het gedicht is volgens stijlanalist W. Kramer het element dat de lezer onmiddellijk raakt en meevoert. Het gedicht zet in met een tweevoudige 'anaforische accentverplaatsing': 'Ná zìjn ontvángst, ná tè zijn ópgenómen', een metrische dissonant die de volle nadruk legt op het woord 'na'. De eerste groep van twintig verzen kent geen eindrijm, maar wel een reeks alliteraties en assonanties die het ritme accentueren: 'in de doorluchte drommen/ der verrezenen, die dreven door alle hemelen' en ' krimpend zich in eigen krinkelbocht/ verstrikte '.
Kramer is de mening toegedaan dat de zinsconstructie in de verzen van Leopold in het algemeen van 'generlei constructieve betekenis' is en al helemaal niet de impressionistische zinsbouw in de eerste helft van Cheops. Zelfs vraagt Kramer zich of hier wel van 'bouw' sprake is, want de enige functie van de zinsbouw is het aaneenschakelen van gewaarwordingen en voorstellingen, 'een schakeling van bepalingen en bepalingen van bepalingen'. Naast de zinsbouw is ook het woordgebruik impressionistisch te noemen, met een dominantie van nominale vormen als verbale substantieven en gesubstantiveerde infinitieven.
Kramer wijst erop dat in de eerste helft van het gedicht de stijl duidelijk anders is in de weinige passages die over de farao zelf gaan. De eerste daarvan (vs. 22b-31) is een statisch intermezzo over het zware offer van onderwerping dat de farao aan de gemeenschap brengt. Daarna gaat de stroming weer voort, steeds breder aanzwellend naarmate de passage over de geboorte van de hemellichamen naderbij komt. De ritmische golf komt kabbelend tot rust in de buurt van 'natalmende', waarna assonanties met lichtere i-klanken de zwaardere a's vervangen en 'het wenken' weerspiegelen. De Melkweg en meteorenstroom doemen op: 'de tintelmist, de millioenen zwermen,/ die uitgestort over het firmament/ geslingerd lagen, als een byssussluier,'(vs. 78-80).'
Dan volgt de wending, het zich afwenden van de ziel des faraos, en daarbij is opnieuw sprake van een statisch ritme van korte zinsneden. De beschrijving van de piramide is net zo fijnzinnig als de architectuur van het gebouw zelf:
Elk woord is gewogen en met zorg ingekast in het strakke ritme- en klankverband: het lichtspel der heldere korte klinkers en alliteraties (vs. 110-115); de plastisch ritmische schakering die deze passage besluit: de 'hemelglans, die was gevloten alle naden over '; de scherp gesneden lijn in: 'de rechte ribben, scherp en schartenloos', waar, als meer in dit gedicht, een archaïstisch woord ten leven wordt geroepen; het mathematisch overleg, getekend in: de 'gestalte, zoo bezonnen en doordacht,/ van zulk een eendracht en een samenhang/ en innerlijk verband (...)'.
Vervolgens komt in een strakker syntactisch verband het bouwen van de piramide ter sprake, waarbij de verteller de farao en diens slaven in subjectieve bewoordingen tekent. Hij is 'een eigenzinnigen despoot' en diens megalomane piramide als een 'getuigenis/ van onbedwongen almacht uitgevierd/ tot zwijmelhoogte'. De massa die het zware werk verricht valt enig mededogen ten deel in formuleringen zoals hun ' donkre moeite en zweet', hun 'taak den bange ' en 'de bekommerden '.
Na dit intermezzo vangt de stroom weer aan, maar vloeit nu rustiger en met gelijkmatige zinsneden die niet overlopen, maar eindigen wanneer de versregel eindigt. De beginregels van dit gedeelte laat zien dat het gaat om de tevreden stemming van de farao:
En langzaam en met rustige voldoening
en koele rijkdom van tevredenheid
toeft hier de grijze sobere, (...)
De farao begint hier het inwendige der piramide te inspecteren; zijn trots blijkt vooral uit de slotverzen van de passage waar sprake is van 'het uitvoerig lofspreken' en de 'verheven roem des godenzoons'. De bijvoeglijke naamwoorden verlenen de beschrijving levendigheid en zijn vaak afgeleid van werkwoorden, waarmee een duratieve indruk ontstaat: ' wachtende onderdanen', ' dralende grooten', een ' stamelende reeks'. Conform de ontwikkeling naar een steeds rustiger ritme is het ritme in de vier slotverzen, de enige met eindrijm, zwak te noemen.

## Motieven
Een web van motieven die de beschrijving van het heelal respectievelijk van de piramide stofferen, verwijst op impliciete wijze naar de filosofie van Epicurus en de Stoa. Classicus W.J.W. Koster meent dat Leopold zelf geen filosofisch systeem poogde uiteen te zetten, maar dat hij zijn inspiratie putte uit het gezamenlijk uitgangspunt van de Stoa en het epicurisme gemeen hebben:
de stelselmatige wering van alles, wat de gewone mensheid als nuttig en wenselijk nastreeft, de cultus van de wijze, die als een hoger wezen staat boven het daagse gewoel, de handhaving van de persoonlijkheid tegenover de hartstochten en het contact met de vaak zinneloos schijnende buitenwereld.

### Een epicurisch universum
Zowel het universum dat de farao observeert als de slotsom die hij daaruit trekt is epicurisch. In 1932 attendeerde Koster er al op dat de kosmogenische voorstelling uit Cheops 'in een filosofisch leerdicht der presocratici had kunnen voorkomen', toch duurde het nog ruim veertig jaar voordat het gedicht op invloed van Epicurus werd onderzocht.
De leer van Epicurus houdt in dat er slechts twee dingen bestaan: leegte en atomen (lichamen). De farao ziet vooral 'barre ledigheid' (vs. 104); 'leege hooven' (vs. 35) transformeren tot 'glanzende lichamen' (vs. 54). Nergens in het heelal is een bodem, aldus boek II vs. 91-92 van Lucretius; in Cheops boort een meteoriet 'door het bodemlooze'. Volgens Epicurus vallen alle atomen met gelijke snelheid door de bodemloze ruimte, waarbij zich soms afwijkingen van de loodrechte baan voordoen, met botsingen als resultaat. Deze leiden tot wervelingen die in uithoeken van de eindeloze ruimte nieuwe werelden doen ontstaan. Deze fasen zijn samengenomen in vs. 44-46 van Cheops.
In de derde strofe, vs. 59-64, gaat het om de permanente strijd tussen de elementen die elkaar in evenwicht houden en zo de wereld in stand houden. Bij verstoring van het evenwicht is het afgelopen met de wereld. In het gedicht is dan ook sprake van een 'balans' (vs. 60) in een 'onvoldongen worsteling'. Dit strookt met Epicurus: zou de strijd voldongen zijn en dus een element de boventoon voeren, dan is het evenwicht verstoord en de wereld vernietigd.
Vervolgens krijgt Cheops een reeks hemelverschijnselen te zien, van 'kringende manen' tot een komeetstorm. Deze volgen een bepaalde opsomming bij Epicurus op de voet. Maar Epicurus liet daar nog een reeks verschijnselen aan voorafgaan en die zijn niet in het gedicht verwerkt, naar Van Halsema meent omdat het gezichtspunt van die reeks op de aarde is, waar de farao zich niet bevindt.
In de laatste acht verzen van de derde strofe veroorzaakt een kometenlawine een 'stout vertrek, een pralend schoon verlies'. Daarbij is ook sprake van 'verlorene aeonen': aeonen zijn wereldtijdperken: Van Halsema meent dat zich hier de vernietiging voordoet van de kosmos die in de vorige strofe geboren werd.
De voorstelling in de vierde strofe wijst uit dat het universum geen uiteindelijke samenhang kent. Elke kosmos daarbinnen gehoorzaamt aan eigen wetten en staat los van de andere kosmoi. De overkoepelende blik brengt aan het licht dat al deze talloze werelden niet gezamenlijk onderworpen zijn aan een van buiten gestelde wet. In de laatste regel van de strofe, aldus Van Halsema,
doet Cheops een constatering die op niets anders kan neerkomen dan dat er in het universum op het hoogste niveau uiteindelijk geen samenhang, geen verband te vinden is. De eindeloos mogelijke kosmoi stellen zichzelf de wet. (...) Men kan dus niet stellen - wat min of meer een vast punt vormt in de studies over Cheops - dat voor Cheops de door hem waargenomen samenhang in de kosmos te machtig is of te zeer tot serviliteit verplichtend in vergelijking met de overzichtelijker, door hem beter te controleren samenhang in de eigen piramide. Cheops heeft gezien dat er uiteindelijk, als men maar ver genoeg van huis gaat, geen samenhang meer te vinden is.

### Een stoïsche piramide
De beschrijving van de piramide van Cheops in strofe vijf bevat termen die uitwijzen dat het bouwwerk één grondgedachte vertegenwoordigt, (éénheid en samenhang en innerlijk verband), waaruit alle onderdelen noodzakelijk voortvloeien. Daarbij doet zich een spanning voor die alle substanties bij elkaar houdt in één verband. De piramide symboliseert de veronderstelde eenheid in het heelal, waarvan de bij strofe vijf aangekomen lezer weet dat die niet strookt met de werkelijkheid.
De zesde strofe beschrijft de maatschappelijke orde van de cultuur die de piramide voortbrengt, die zelf eveneens piramidevormig is. De farao die in zijn eentje aan de top staat en de menigte onderaan laat daarover geen twijfel bestaan. Bovendien is er een passage waarin de onderste bouwstenen en de bouwers met elkaar vereenzelvigd worden: 'duizenden op duizenden getild/ door honderdduizenden' (vs. 142-143). Achteraf komt de farao erachter dat zijn koningschap en bijgevolg de maatschappelijke orde geen afgeleide is van een goddelijk principe en dus geen legitimatie bezit.
In strofe zeven beschouwt de farao het binnenste en merkt op dat alles gehoorzaamt aan een harmoniegedachte ('richtigheid van stand der plinten', vs. 161). De farao trekt zich terug in zijn grafkamer, omringd door prachtige schilderingen en teksten. De heilige tekens ontlenen hun belang echter niet aan hun pracht, maar aan hun vermeende verwijzende functie.

## Thematiek
Er is één uitspraak van Leopold zelf bekend over de strekking van de Cheops. Ergens in de periode 1915-1917 gaf hij een overdrukje van het gedicht aan een oud-leerling met wie hij destijds bevriend was, met de woorden: "Dit is voor jou. Je zult erin vinden uitgedrukt, dat de voorstellingen van het leven na den dood, waar we op getracteerd worden, voor unser einer niets aantrekkelijks hebben, integendeel."
In 1976 schreef literatuurhistoricus Gerard Knuvelder dat er 'nogal wat' interpretaties over het gedicht bestaan, 'ten dele vrij uiteenlopend'. Sindsdien heeft het Leopoldonderzoek inzichten opgeleverd die enige consensus over de interpretatie van Cheops tot gevolg hadden. Ten eerste is veel bekend geworden over Leopolds verwerking van filosofische bronnen, mede daardoor is een epicuristische duiding van de kosmos als chaos inmiddels algemeen aanvaard. Ten tweede is de poëticale leeswijze verder uitgediept en inmiddels breed geaccepteerd.

### Filosofisch
Anders dan gebruikelijk bij dichters die tot het symbolisme worden gerekend, biedt volgens Leopold de kunst geen uitzicht op een hogere werkelijkheid. Volgens letterkundige W.J. van den Akker laat het gedicht zien dat aan de werkelijkheid geen ordening of samenhang ten grondslag ligt. Daar tegenover zet de dichter de piramide, oftewel 'de orde van het artificiële, het gemáákte.' Het is dus een gedicht over het gebrek aan samenhang, hiërarchie, of welke orde dan ook in het heelal.
Kramer ziet een sterke samenhang tussen vorm en inhoud. De immense kosmos die in het eerste gedeelte beschreven wordt krijgt zijn beslag in een beschrijving in nominale vormen die losjes tot zinnen geregen worden: 'Die zwakheid van het syntactisch verband (...) wijst er reeds op: er is geen evoluerende, construerende kracht', geen hoger verband. Kenmerkend voor het tweede gedeelte, waarin de farao ervan geniet de harmonie en zuivere wetmatigheid van zijn piramide tot zich te laten doordringen, is 'het strakke ritme- en klankverband, de lichtheid van toon.'
Essayist Martien de Jong meent dat aan de kosmos een ordening, in zijn woorden 'een overkoepelende wetmatigheid', ten grondslag ligt die de farao niet doorziet:
Het belangrijke lijkt me nu, dat deze wetmatigheid zich voltrekt buiten de 'actie' en het bevattingsvermogen van koning Cheops om. Zij gaat het verstand en de fantasie van hem (én van de dichter) te boven. Leopold laat zijn held de tocht door het heelal beleven als een chaotische warreling.
Als argument wijst De Jong op de samenvatting van de ommegang (vs. 98-104) die het afwenden van de ziel van de farao inleidt. Uitgerekend vanwege diezelfde passage is de Belgische letterkundige R.F. Lissens het daarmee oneens; de regel 'al de oppertrots van dit onvergelijkelijke' (vs. 100b-101a) houdt volgens hem namelijk 'een appreciatie vanwege de oude in.' De farao waardeert volgens Lissens de kosmos dus in positieve zin.
Literatuurhistoricus Gerard Knuvelder neemt de visie van Lissens over, dat het gedicht geen chaotisch heelal beschrijft, maar integendeel een universum dat 'duidelijk als kosmos, als geordend heelal' wordt voorgesteld. Bijgevolg kan het niet de afkeer van chaos zijn die de farao zich doet afwenden, maar twee andere factoren. De eerste is dat de kosmos wordt gekenmerkt door 'verlaten onrust en onbewoonbare leegte'. Cheops kan niet buiten de vertrouwde aardse sfeer en leeft in de beperkingen van zijn piramide en sarcofaag eeuwig als heerser. De tweede factor is de nederige positie die in de kosmos voor de farao is weggelegd. Op evidente afstand van de 'Hooge Heerschers' heeft hij zich te voegen in de stoet der drommen. De farao bemerkt echter dat tegenover de prijs van een nederige positie geen beloning staat: in plaats van eeuwige rust neemt hij in de kosmos slechts eeuwige onrust en zwoegen waar. Liever een halfgod binnen de beperking van een piramide 'dan uit zichzelf te treden en op te gaan in het absolute.'
Literatuurhistorica Jacqueline Bel wijst erop dat het gedicht een 'modernistisch levensgevoel' uitdrukt, waarin een gefragmenteerd wereldbeeld vol twijfel en ordeloosheid de plaats van een gesloten systeem heeft verdrongen.

### Autobiografisch
De mogelijkheid van een autobiografische interpretatie is voor het eerst - enigszins vaag - geopperd door kunsthistoricus F. Schmidt-Degener, die Leopold aan het begin van de twintigste eeuw als docent klassieke talen had. In zijn 'Herinnering aan Leopold' schrijft hij: 'In ceremonieel had [Leopold] een eigenaardige belangstelling en een zeker genoegen; hij kon mij uitvragen wanneer ik een of andere plechtigheid had meegemaakt, en gaarne zou hij de dingen doen zooals het behoort, neiging die ik later in zijn Cheops niet zonder aandoening herkennen zou.'
P.N. van Eyck vat het gedicht op als 'Leopolds schone erkentenis van de onontkoombaarheid van zijn noodlot', 'Leopolds koenste gericht over zichzelf'. Het gedicht thematiseert 'de verstijving van het lijdend, afwerend individualisme.' Van Eycks conclusie: 'De eindelijke erkentenis dat wie zó is, voor gemeenschap niet geschapen werd en in de eenzaamheid zijn afgepaald domein bezit.' De Nijmeegse letterkundige Karel Meeuwesse vat deze toestand wat positiever op, wanneer hij stelt dat de kunstenaarsziel in de hemel en op aarde geen adequater verblijfplaats kent dan het kunstwerk zelf dat een volkomen bevestiging levert van haar soevereiniteit.
Latere onderzoekers zijn wat neutraler in hun uitingen en soms ook wat specifieker. In 1956 schreef J.C. Kamerbeek dat het gedicht gelezen kan worden als de weergave van Leopolds eigen expeditie door wetenschap en wijsbegeerte, een opvatting waarmee nogal wat onderzoekers instemmen. Zo meent ook criticus Kees Fens dat het gedicht kan worden gelezen als 'de beschrijving van de ontwikkelingsgang van de dichter zelf' en Van der Paardt meent dat Cheops met Leopold vereenzelvigd kan worden, zij het niet op een historisch-allegorische wijze: 'maar dat de farao en zijn ommegang symbool zijn voor Leopold en zijn "Werdegang", zoals velen hebben gesuggereerd, lijkt me nauwelijks te betwisten.'

### Poëticaal
De beschrijving van de piramide als een 'pronkkleinood' en een volmaakt hermetisch werkstuk (vs. 119-135) heeft aanleiding gegeven tot de interpretatie dat de piramide een symbool is voor een gedicht of een kunstwerk in meer algemene zin. Tegen het einde (vanaf vs. 202) komen teksten in de piramide zelf ter sprake. Volgens onderzoeker Van Halsema prefereert Cheops de schoonheid en samenhang van de kunst boven de metafysica, maar zonder dat hieruit de strekking volgt dat kunst superieur is. In twee regels wordt de piramide gereduceerd van 'groot monument' (vs. 136) tot 'pronkkleinood' (vs. 137), oftewel een sierstukje. Niet alleen is de piramide of het kunstwerk, hoe imposant ook, een nietig ding in de kosmos, zij bevat ook nog eens 'geen waardevolle aanwijzingen (...) over de zijnswijze van dat universum.' Het symbool is een teken van 'het voormalige' en bevindt zich niet voor niets in een graf.  Cheops is te lezen als een ontkenning van alle pretenties waarmee de symbolisten de kunst en de poëzie in de dagen van Leopold omgaven en bevestigt daarentegen het beperkte belang van poëzie. Het gaat dus om een verwerping van de symbolistische poëtica voor zover die, in de woorden van literatuurhistoricus Ton Anbeek, 'in poëzie een relatie tussen de zichtbare en onzichtbare werkelijkheid wil oproepen.' De piramide is bedoeld als beeld van 'de universele orde, maar zo'n orde bestaat niet. Daarmee vervalt elke transcendente pretentie.'

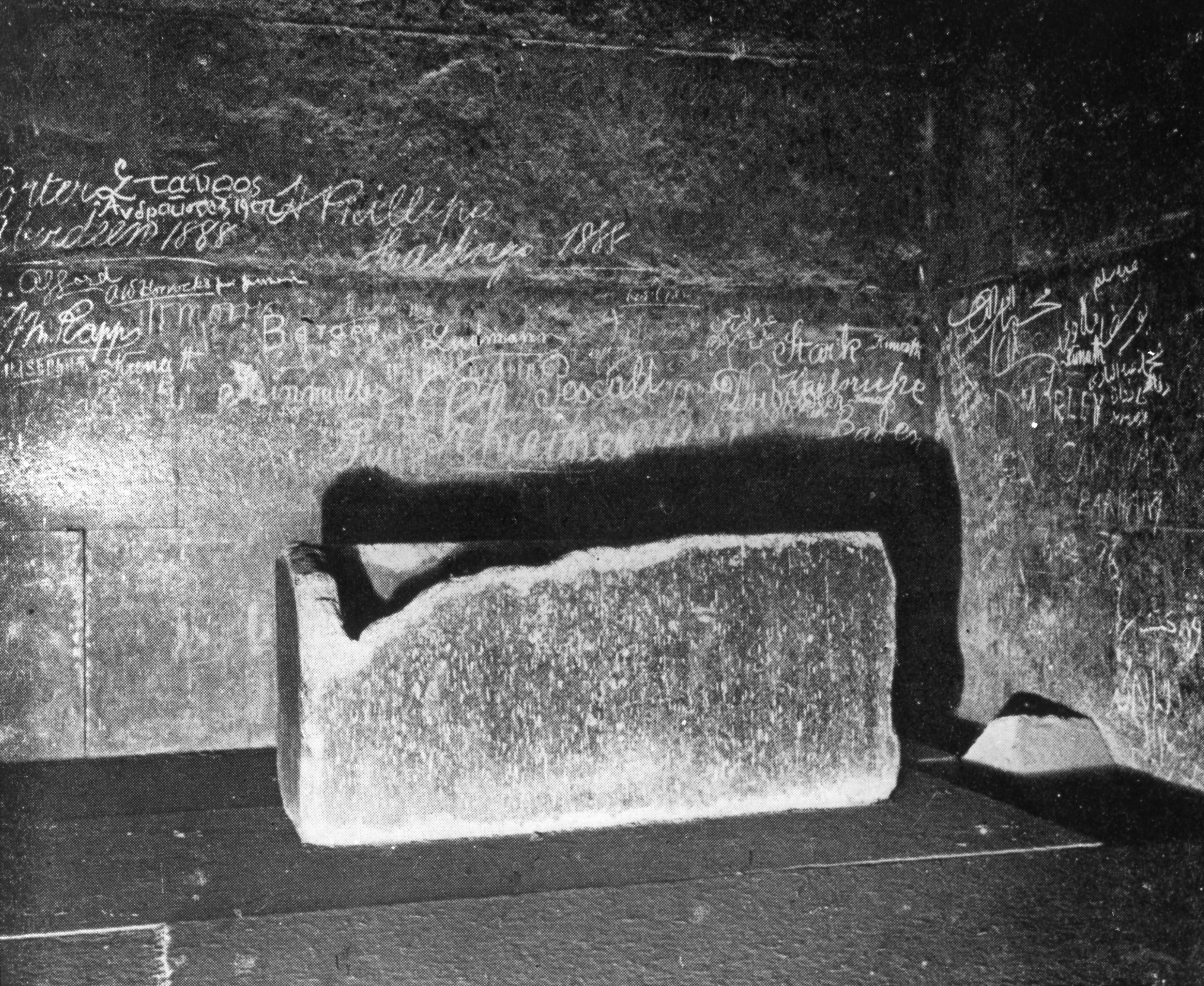
Sarcofaag in de Koningskamer van de piramide.

Van der Paardt sluit zich met aanvullende argumenten bij de poëticale duiding aan. Leopold sluit zich aan bij de filosofische traditie die het boek als een kosmos opvat en de kunstenaar als een god. Ook bestaan er voorbeelden van Latijnse schrijvers die het literaire werk met een graftombe vergelijken. Cheops is het symbool van de kunstenaar, omdat hij voortleeft door wat hij heeft gemaakt, zich aan de wereld onttrekt en zich terugtrekt in een microkosmos waar hij zich enerzijds meer thuisvoelt maar anderzijds ook toe veroordeeld is. Anders dan de wereld is deze niet afhankelijk van willekeurige botsingen en tot in de perfectie georganiseerd. Bovendien is Cheops in de kosmos een van de velen, terwijl hij zich in de beslotenheid van zijn eigen wereld een heerser en godenzoon kan wanen.
De laatste zin van de eerste strofe, die beschrijft hoe de farao zich schikt in de nieuwe orde, blijkt - voor wie bekend is met Leopolds verwerking van zijn bronnen in zijn poëzie - volgens criticus Kees Fens 'precies weer te geven wat zich in de poëzie van Leopold blijkt te voltrekken.'
Stil in zijnen zin
en wachtende had hij zich toegevoegd
en ingeschikt en zich terechtgevonden
in deze nieuwe orde, het zich richten
naar anderen en de ontwende plicht
van zich te minderen, terug te dringen
den eigen scherpen wil, het gaan begeven
verdwenen in de menigte, het deelen
in dezen ijver en afhankelijkheid
der velen en het zijnen dienst verrichten
als begeleider en wegtrawant. (vs. 21-31)
Later zal de farao de gemeenschap verlaten voor de eenzaamheid en terugkeren naar zijn bron. 'Het indrukwekkende,' aldus Fens, 'is dat in de poëzie mogelijk blijkt wat het leven onthoudt: de definitieve opheffing van de eenzaamheid.'
De positie van Cheops als heerser over én gevangene van zijn eigen bouwwerk komt tot expliciete uiting in de twee slotregels van het gedicht, 'hij is geboeid door de symbolen/ van het voormalige en hij hangt er in.' Alle onderzoekers zijn het eens met Sötemann dat het woord 'geboeid' op twee wijzen tegelijk verstaan moet worden, namelijk als 'gefascineerd' en als 'geketend', zodat Cheops, aldus Sötemann, 'als een gevangene in die ketens hangt: in dit web is hij spin en mug tegelijk.'
Er bestaat een debat over de vraag of Cheops een wending in de kunstopvatting van Leopold betekent. Van Halsema meent dat Leopold enkele symbolistische uitgangspunten verlaat en dat het gedicht een relativering behelst van 'het uiteindelijke belang van poëzie' en een afscheid van pretenties die in Leopolds tijd gangbaar waren. Volgens Dorleijn is daarvan geen sprake: die relativering is ook in eerder werk aanwijsbaar, terwijl de pretenties ook in het latere werk nog voorkomen. Daaruit concludeert Dorleijn dat Cheops geen wending vertegenwoordigt maar dat Leopold zijn leven lang ambivalent tegenover de mogelijkheden van de kunst is blijven staan.
Letterkundige W.J. van den Akker voorziet de poëticale interpretatie van een nieuw element door te wijzen op de poëticale lading van de passage over het bouwen van de piramide door duizenden zwoegers: die harde arbeid is niet meer af te zien aan het eindresultaat, de volkomen gaafheid en volmaakte orde van de piramide, die de indruk wekken alsof zij 'opeens' is ontstaan. Hiermee is ook gezegd dat een puntgaaf gedicht het resultaat van harde arbeid is, waarmee het gedicht ook een ontstaanspoëtica blijkt te bevatten. De 'meedogenlooze' en 'eigenzinnigen despoot' is ook de dichter die het gedicht almachtig naar zijn wil vormt. De zwoegende arbeid komt overeen met wat bekend is van Leopolds werkwijze: zijn gedichten zijn het resultaat van een lange bewerkingsperiode, dat bij zijn langere gedichten jaren duurde.

## Publicatiegeschiedenis
Niets is bekend over de ontstaansperiode van het gedicht. Hooguit kan ter indicatie gewezen worden op het vers 'Kinderpartij' uit 1906, met tweehonderd versregels van vergelijkbare lengte, waarvan de ontstaansgeschiedenis zich uitstrekt over drie jaar. Ook in dat vers wordt de Stoa tegenover de leer van Epicurus geplaatst. Ook de scheppingstijd van Cheops besloeg jaren.
Op 16 november 1914 kreeg Willem Kloos het gedicht om in De nieuwe gids te plaatsen en dus moet het voor die datum geschreven zijn. In januari 1915 verscheen het gedicht op bladzijde 121-126 van het blad. In dezelfde periode liet Leopold een privédruk van 13 exemplaren vervaardigen door de firma Benedictus te Rotterdam. Deze eerste zelfstandige druk heeft iets meer komma's dan in latere versies. Bovendien begon vers 94 daar nog met een nieuwe zin: 'Het zwenken...' De bezorgers van de wetenschappelijke editie van Cheops uit 1983 houden november-december 1914 aan als meest waarschijnlijke verschijningsdatum, de niet bij name genoemde bezorger(s) van de Agathon-editie van het gedicht uit 1983 of 1984 houdt het op een iets latere verschijning bij de jaarwisseling 1914/1915.
Begin 1916 vroeg P.N. van Eyck Leopold toestemming om het gedicht als uitgave van De Zilverdistel te drukken. Op 3 maart 1916 antwoordde Leopold:
Principieele bezwaren heb ik niet tegen inwilliging van Uw verzoek. Het zou dan wel een buitengewoon dun boekje worden, dat U wenscht uit te geven, maar als dat overeenkomstig Uwe bedoeling en naar het programma van den prospectus is, dan leg ik er mij bij neer. En dus, gaarne stel ik het bedoelde gedicht ter Uwer beschikking en verheug er mij in voor mijn gering deel te kunnen medewerken met Uw sympathieke onderneming.
Als kopij diende de tijdschriftuitgave. Van Eyck bracht twee zetfouten onder Leopolds aandacht, die in zijn reactie twee wijzigingen in de interpunctie voorstelde. Van Eyck werkte samen met Jean François van Royen, die typografische aanwijzingen gaf en thuis een handdrukpers had. De tekst werd gezet uit de Zilvertype, een letter die S.H. de Roos speciaal voor De Zilverdistel had ontworpen. Op aanwijzing van Van Royen verzorgde De Roos ook de gekleurde initialen en de afwijkende belettering van de beginregel. Onderaan het gedicht kwam in rode letters 'Explicit Cheops' te staan, een toevoeging van Van Eyck en Van Royen. In augustus 1916 verscheen het gedicht als zelfstandig boekje van 16 bladzijden bij De Zilverdistel in een oplage van 50 genummerde exemplaren van tien gulden per stuk en 20 romeins genummerde exemplaren die niet in de handel werden gebracht. Deze uitgave raakte in de loop van 1917 uitverkocht.

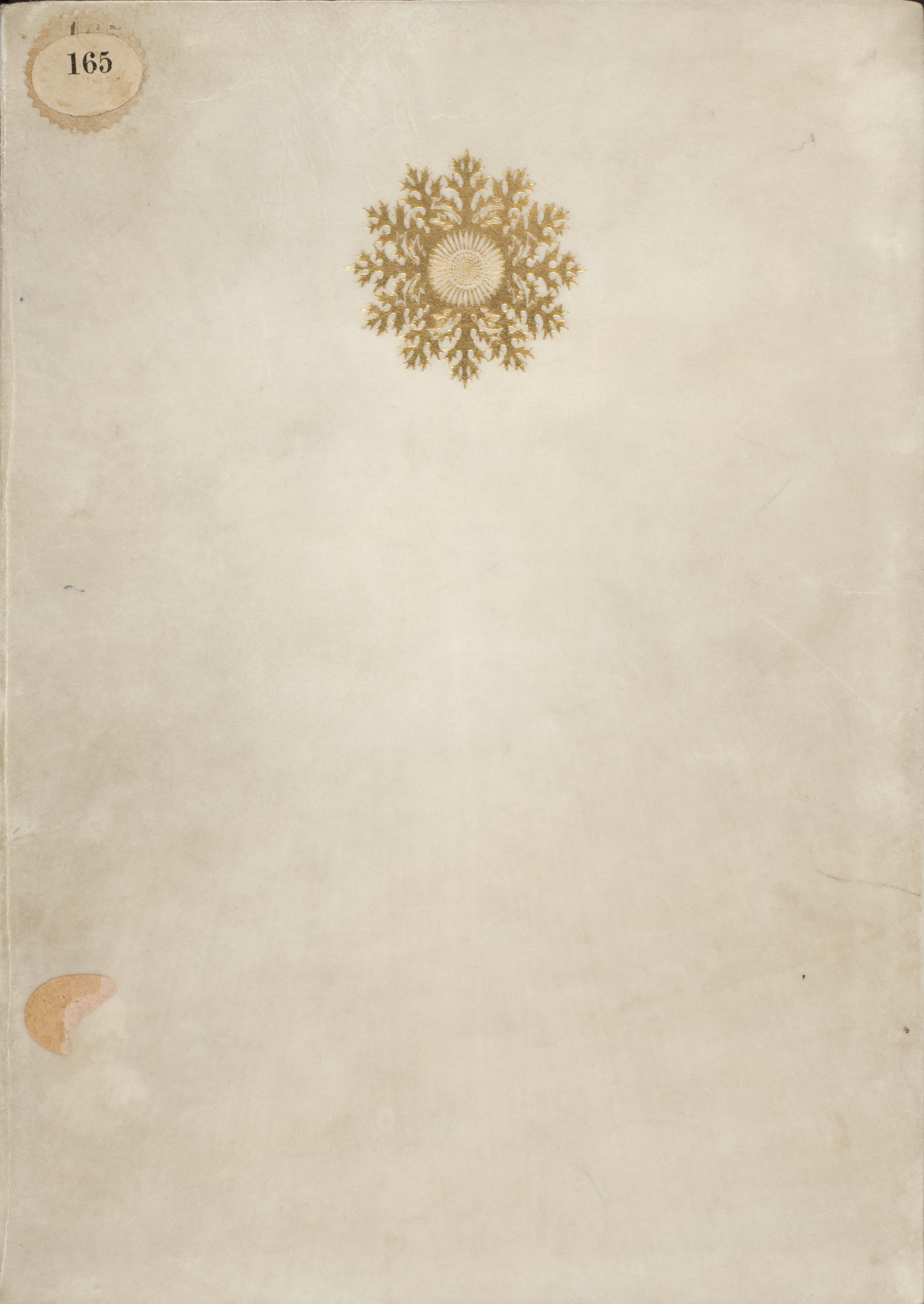
Zilverdistel-uitgave, 1916 - Voorkant
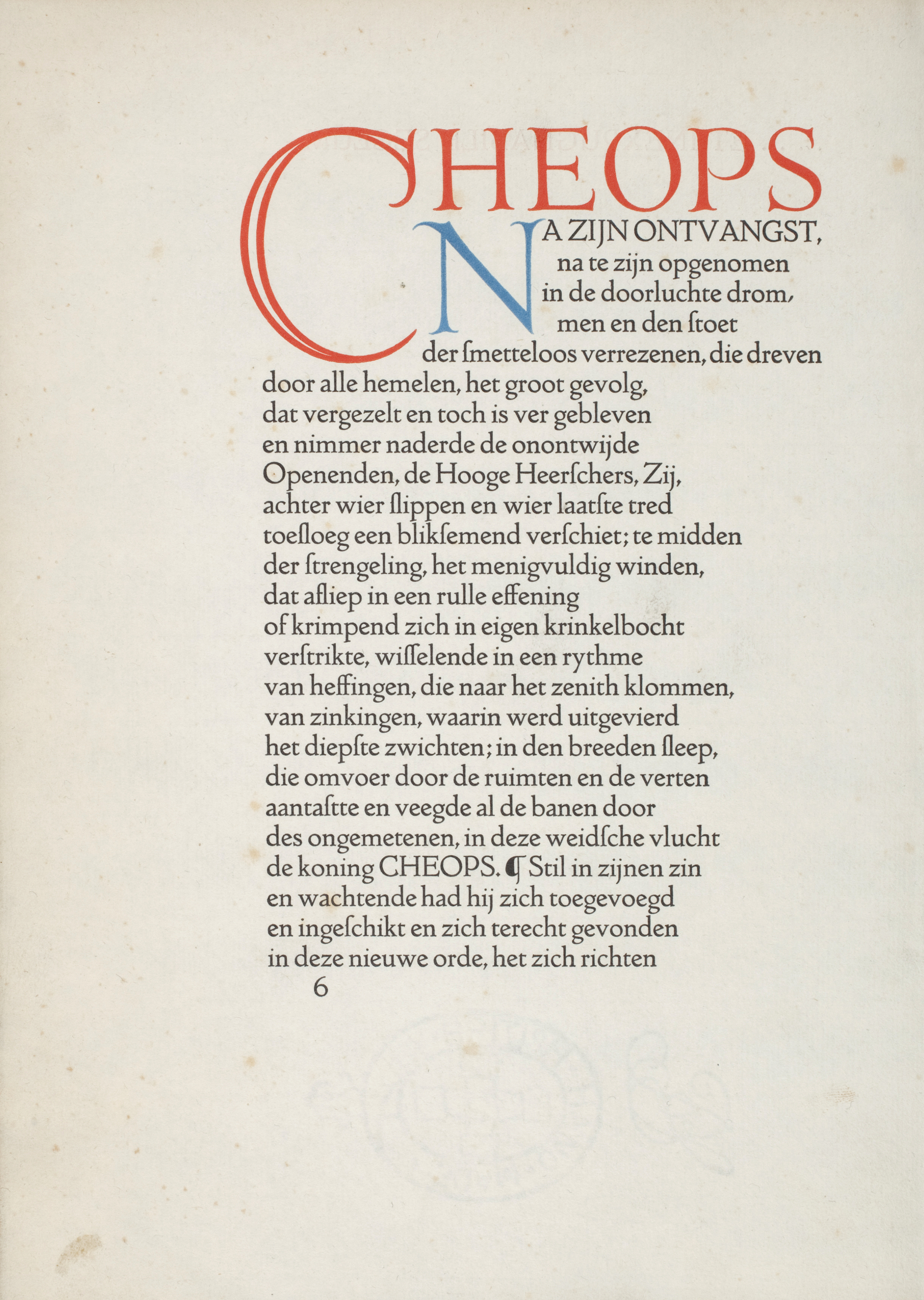
Cheops - p. 6
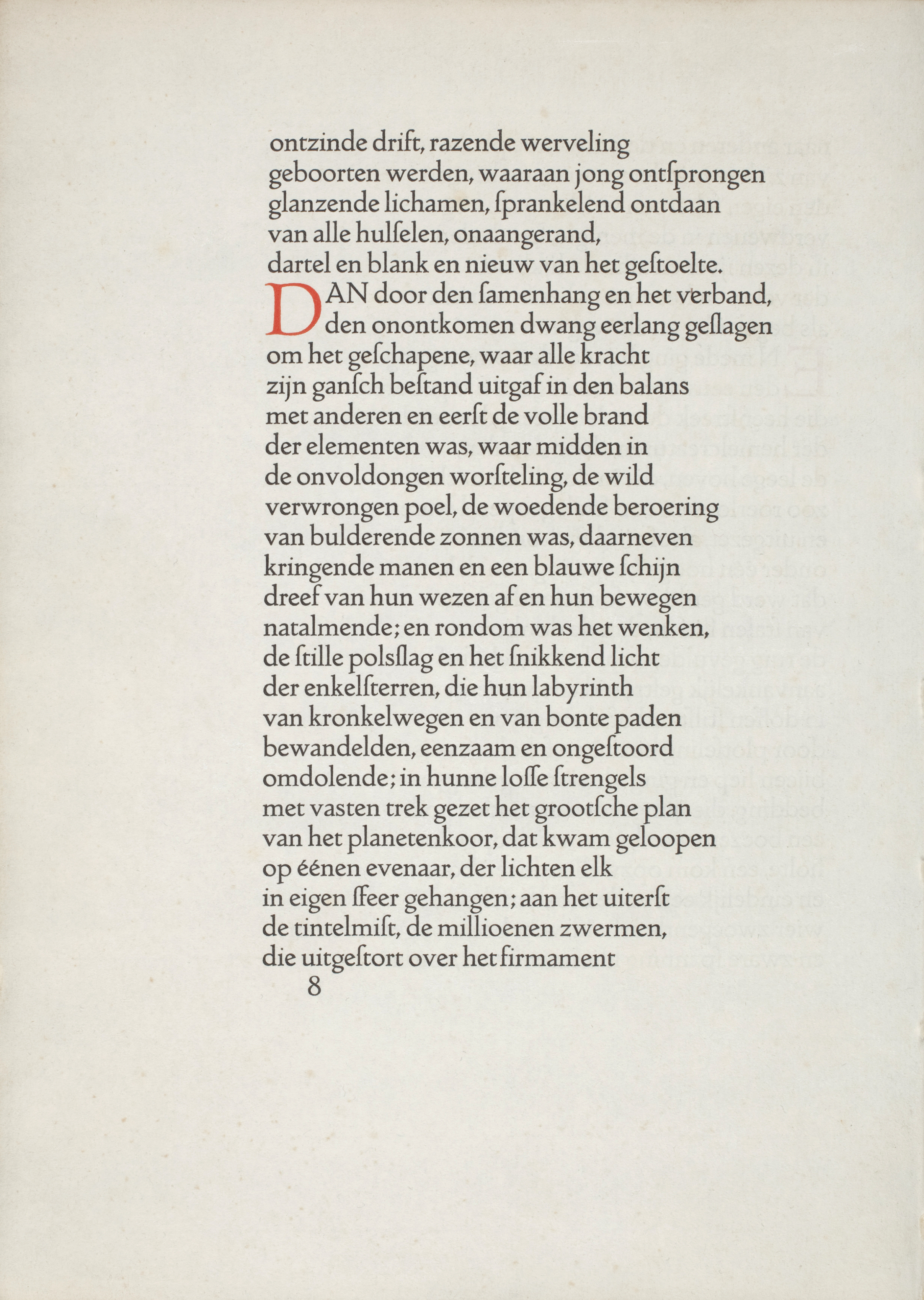
Cheops - p. 8
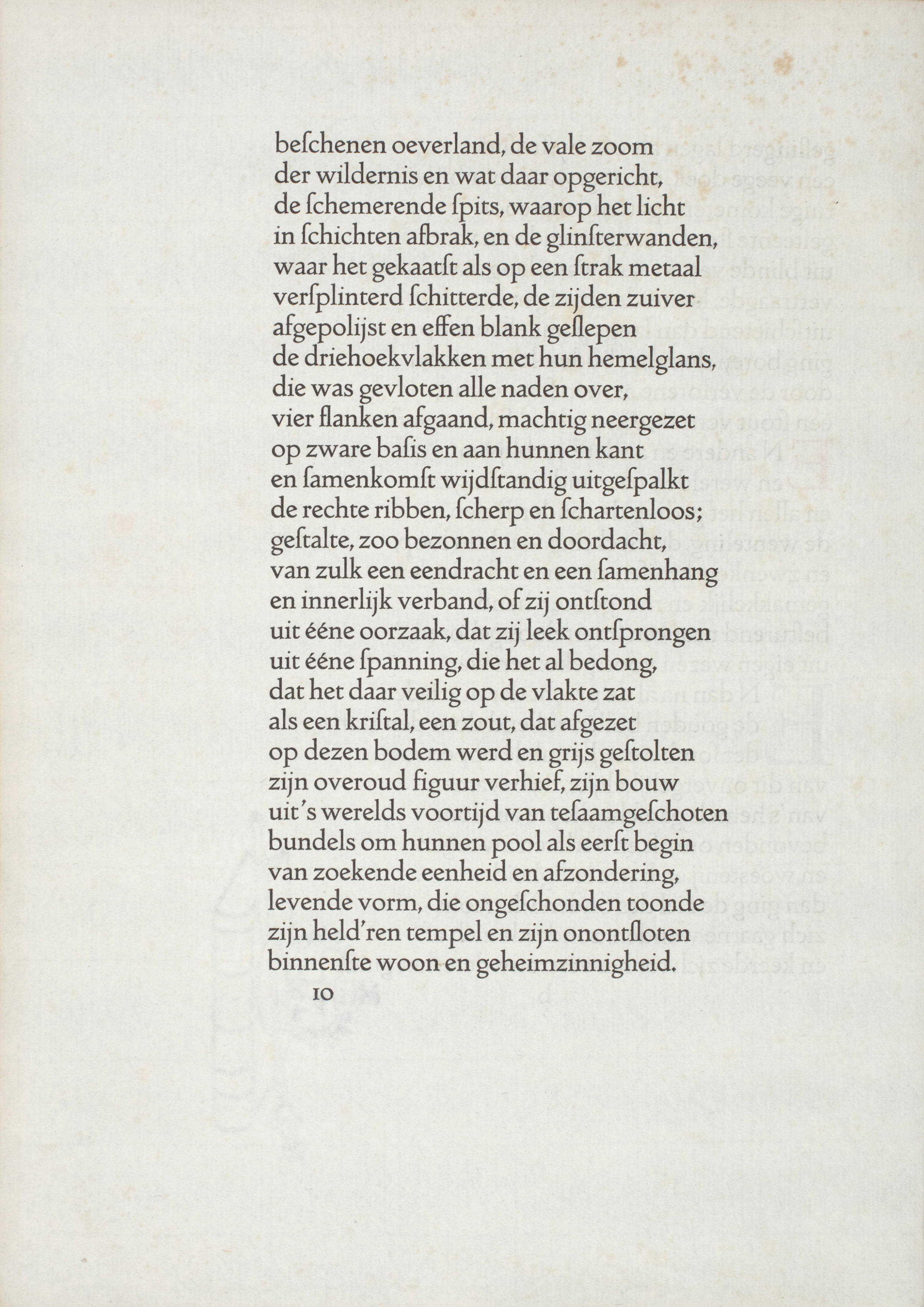
Cheops - p. 10
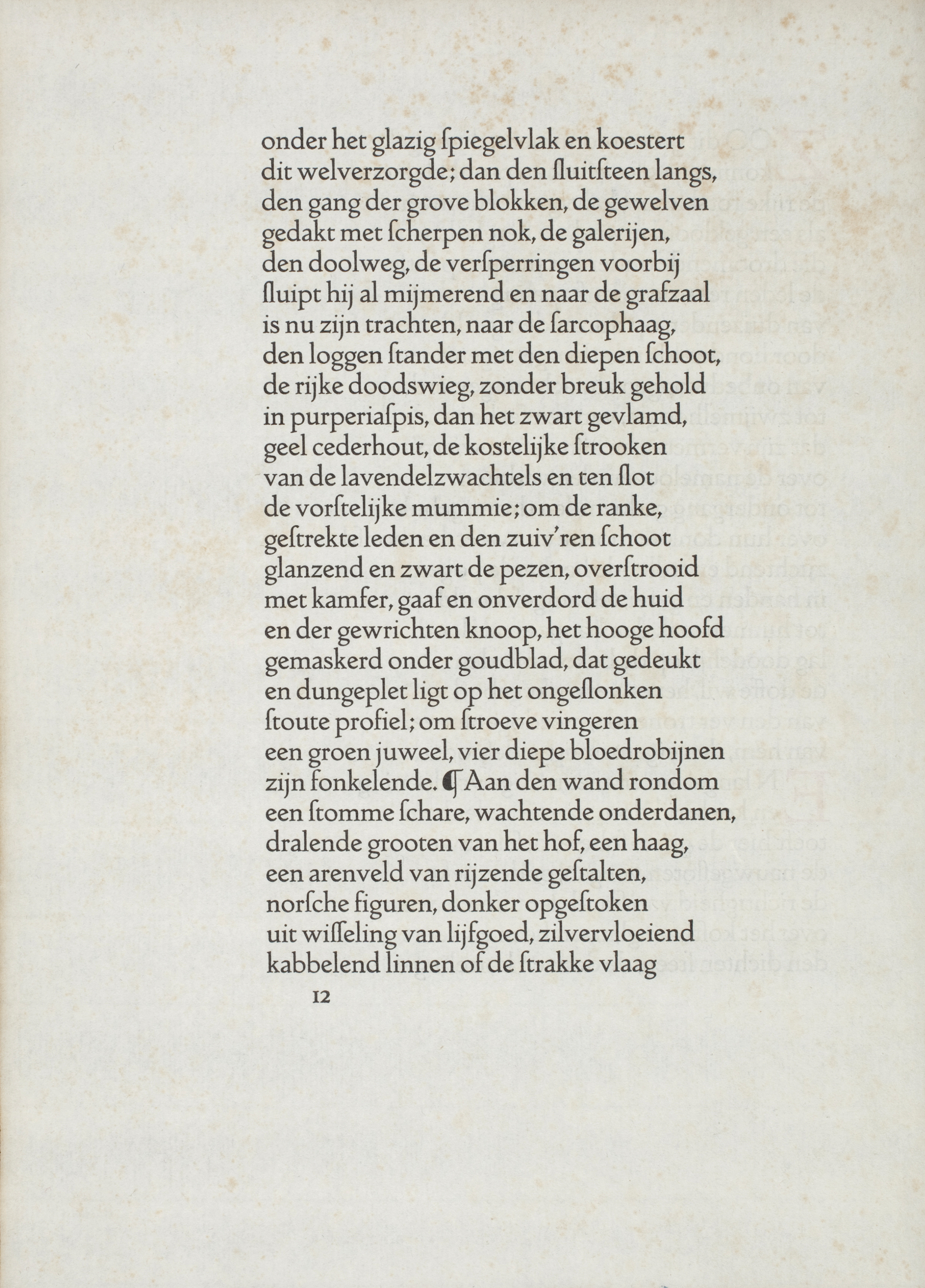
Cheops - p. 12
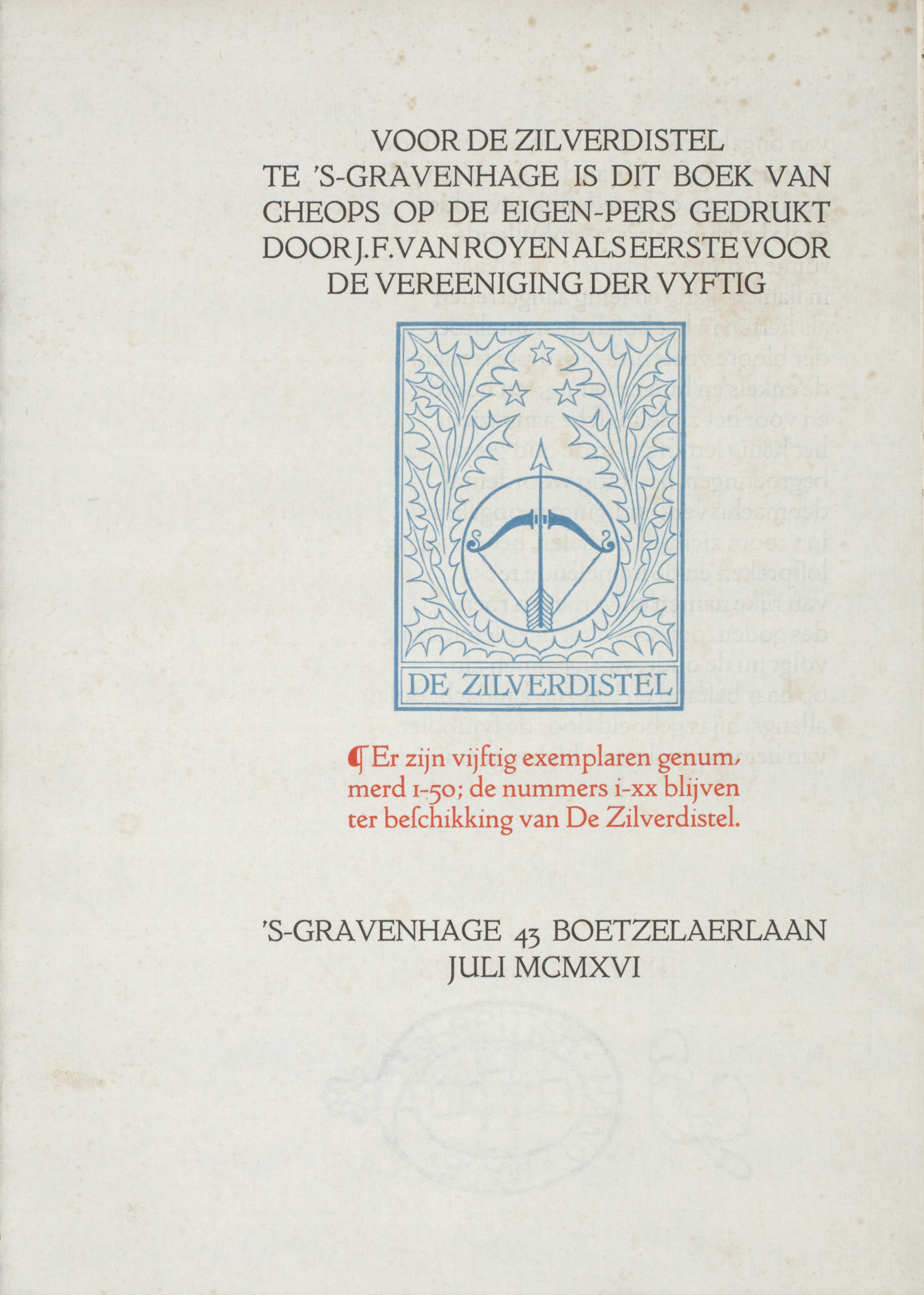
Cheops - p. 14

Uitgeverij Brusse bereidde eind 1919 een nieuwe bundel verzen van Leopold voor. Volgens bezorgers Sötemann en Van Vliet bestaat er geen twijfel over dat Cheops daarin zou zijn opgenomen en Leopold had ten behoeve van deze uitgave het gedicht in zwarte inkt opnieuw afgeschreven op twaalf bladzijden van een schrift. Deze versie is vooral van belang voor Leopolds versregelopvatting: zowel het totaal aantal regels dat de dichter onderaan het gedicht noteerde, "212 vss.", als uit de regeltelling in tientallen die met potlood in de marge is genoteerd, wijst uit dat Leopold de drie gevallen dat de tweede helft van een vers op een nieuwe regel begon, telkens als één vers telde: samen leveren deze dus geen zes, maar drie versregels op.
Ten tijde van zijn dood bereidde Leopold een nieuwe uitgave voor waarvan het handschrift is overgeleverd.
Het gedicht verscheen verder in Leopolds verzamelde werk uit 1952 en andere verzamelde werken en bloemlezingen. Een facsimile van de Zilverdistel-editie, zij het in zwart-wit, werd opgenomen in het boek met de door Kroon (1983) bijeengebrachte publicaties over het gedicht. In deze bundel is ook de Engelse vertaling van het gedicht door Herbert J.C. Grierson te vinden.
In 1983 werd het gedicht opgenomen in de wetenschappelijke editie van Leopolds werken. Als basistekst werd de Zilverdistel-uitgave genomen, maar voor de typografische opmaak werd de tijdschriftversie gevolgd: de opmaak van de Zilverdistel is niet van de auteur maar van Van Royen.

### Afzonderlijke uitgaven
- 1914. Cheops. [Privé-druk. Rotterdam, gedrukt door de firma Benedictus, 1914]. Oplage: 13.
- 1916. Cheops. 's-Gravenhage, De Zilverdistel, 1916. [Eerste boek voor de Vereeniging der Vijftig.] Oplage: 70 exemplaren genummerd 1-50, nummers I-XX bleven ter beschikking van De Zilverdistel.
- 1983. Cheops.  [Illustraties Peter van Hugten]. Weesp, Agathon, 1983.
- 1985. Cheops. [Toelichting H.T.M. van Vliet]. Baarn, Arethusa Pers Herber Blokland, 1985. Oplage: 100 exemplaren, genummerd I-X (in heelleer gebonden), XI-XX (in halfleer gebonden) en 1-80 (in linnen gebonden of gebrocheerd).
- 1985. Cheops. [Vertaald in het Engels door] Christine D'haen, Paul Claes. Amsterdam, Regulierenpers, 1985. Oplage van 75 genummerde exemplaren, waarvan 15 op Japon Nacré (gebonden in halfperkament) en 60 op Antiek Vergé.
- 2012. Cheops. 's-Gravenhage, De Althæa Pers, 2012. Oplage: 10 genummerde exemplaren in blikje.

## Waarderingsgeschiedenis
In 1918, enkele jaren na de publicatie van zijn gedicht, stond Leopold zelf nog enigszins ambivalent tegenover het resultaat, zo liet hij aan Martha van Vloten weten: 'Ik heb eerlijk gezegd nooit zoo bizonder er mee kunnen wegloopen, vooral omdat ik altijd meende, als ik meer tijd had gehad, het beter, in hoofdzaak krachtiger te hebben kunnen maken; eerst toen ik het eens hoorde voordragen, raakte ik er mee verzoend en dacht: nu, de kracht valt toch mee. En nu U en anderen er zoo gunstig over oordeelen, paai ik mij maar met de bekende ervaring, dat de auteur dikwijls een slechte kijk heeft op zijn eigen werk.' Wellicht refereerde de dichter aan een uitvoering verzorgd door voordrachtskunstenaar Albert Vogel sr., die het gedicht in 1916 en 1917 op zijn repertoire zette. Vogel hernam deze voordracht tien jaar later, toen hij het gedicht 'op magistrale wijze' voordroeg bij de feestelijke viering van de zeventigste verjaardag van de architect Hendrik Petrus Berlage in de 'Haagsche Kunstkring'.
De eerste schriftelijke reactie op het gedicht is gedateerd 'Kerstmis 1914' en staat op naam van Tachtiger Hein Boeken, die naar aanleiding van de verschijning in De nieuwe gids een jubelende beschouwing in het februarinummer van hetzelfde tijdschrift publiceerde. Aangezien Boeken zelf in de redactie zat, zal hij zijn stukje hebben geschreven na lezing van Leopolds aangeboden kopij. De volgende reactie, een essay van A. Roland Holst, dateert pas uit 1921, wat ongetwijfeld te maken heeft met het beperkte bereik van het gedicht, dat na publicatie in het tijdschrift, de privéoplage van 13 exemplaren en de 50 exemplaren van De Zilverdistel niet meer herdrukt werd tijdens het leven van de dichter. Roland Holst stuurde Leopold een overdruk van zijn beschouwing die in De Gids was verschenen. Leopold toonde zich in een brief aan Roland Holst ingenomen met de lof en maakte gewag van de negatieve reacties die hij kennelijk ook uitlokte: 'Ik wist, dat U met 'Cheops' veel op hadt en had dat al zoo prettig gevonden, waar alle anderen klaagden over duisterheid en moeilijkheid.'
In 1925 kreeg Cheops nieuwe lof toegezwaaid, eerst omdat de zestigste verjaardag van de dichter de nodige publicaties opleverde en vervolgens omdat hij een maand daarna overleed. De zestigste verjaardag werd gevierd met de aan hem gewijde aflevering van het tijdschrift De witte mier van 15 mei 1925. Hierin kreeg de dichter lof toegezwaaid van de jongere generatie, waarbij de hoogste lof Cheops toekomt. De hommage van Hendrik Marsman had als slotregels:
zoo' voormaals God een jonge wereld riep
- een duister vocht tot grootsch kristal gestold -
die in de lendenen der chaos sliep,
zoo deze Leopold,
die Cheops
schiep.
De verering van een symbolistisch gedicht door modernisten uit de jaren twintig lijkt verrassend, maar volgens Dorleijn sluit het in belangrijke opzichten aan bij het modernisme. Het gedicht biedt geen wazigheid of psychologisering, maar een 'zeldzaam objectieve, concrete beschrijving'. De lotgevallen van de farao zal de jongeren van het 'kosmisch expressionisme' hebben aangesproken. Bovendien sluit het echec van de ruimtereis, die geen uitzicht op een hogere metafysische werkelijkheid oplevert, aan bij modernistische noties. Kortom: 'Formeel en levensbeschouwelijk had Cheops iets moderns.' Ook leek dit -en ander - werk van de dichter te beantwoorden aan een behoefte aan richting bij de jonge modernisten 'tussen een experimenteel, revolutionair avantgardisme en de traditie.' Van Eyck noemde het gedicht "een der kostbaarste stukken van onze Nederlandsche poëzie" en J.C. Bloem merkte op: 'Een dergelijk gedicht te kunnen schrijven beteekent iets te zijn, waarbij de woorden geluk en ongeluk hun beteekenis gaan verliezen.' De bekendste kwalificatie is waarschijnlijk die van Martinus Nijhoff, die sprak van 'het gedicht met de zwaarste en langste adem dat ooit in onze taal geschreven werd'.
Na 1930 was het dwepen met Leopold over zijn hoogtepunt. In de jaren dertig werd de toon aangegeven door het literair tijdschrift Forum, dat een parlando-poëzie verkoos boven complexe gedichten. Redacteur Menno ter Braak vond Leopolds werk hoogdravend en keurde het af, zijn collega E. du Perron las liever J.J. Slauerhoff met al zijn slordigheden dan Leopolds 'zielefluisteringen'. Ook in deze periode is de invloed van het gedicht aanwijsbaar: de Egyptische beelden die te vinden zijn in de poëzie van Gerrit Achterberg borduurden voort op de wereld van Cheops.
In 1935, toen het tien jaar geleden was dat de dichter overleed, verschenen zijn door P.N. van Eyck Verzamelde verzen bij W.J. en L. Brusse. Anton van Duinkerken noemde Cheops even in zijn bespreking in De tijd, maar zonder specifieke kwalificatie. Daarentegen sprak W.L.M.E. van Leeuwen in het Twentsch dagblad Tubantia en Enschedesche courant van het 'groote en grootsche gedicht over "Cheops" '. In 1938 noemde C.J. Kelk Leopold even in een recensie over Marsman, met als enige toevoeging 'de dichter van Cheops'.
In 1957 bracht voordrachtskunstenares Claudine Witsen Elias een programma van Cheops en de novelle De boom des levens van Maria Dermoût in het Concertgebouw te Amsterdam. Zonder toegevoegde emoties of andere effecten, aldus Algemeen Handelsblad, bereikte zij 'de terughoudendheid, welke Leopold zelf, gesteld dat hij er ooit toe te brengen ware geweest zijn gedichten voor te dragen, in acht had genomen.' Leopolds zinnen, aldus De tijd, 'zijn ongemeen geschakeerd van woordkeus, en mevrouw Witsen Elias laat al deze woorden afzonderlijk als het ware door haar vingers gaan, ze draait ze om en om, ze kijkt er naar en bewondert ze, en geeft ze ten slotte in die vorm, waarin ze het meest tot hun recht komen, aan haar publiek door. De betekenis echter van Leopolds volzinnen dringt, althans tot degenen die niet dagelijks deze auteur lezen, niet eerder door dan wanneer ze volledig gezegd zijn.'
Literatuurhistoricus G.P. Knuvelder noemt het gedicht 'van aanzienlijke betekenis' binnen het oeuvre en rept van 'een statig, weids verhaal, waarin de uitbeelding van de grote ruimtelijke bewogenheden, de strakke grootsheid van de piramide en de markante details met elkaar in evenwicht zijn.'
Het gedicht bleef gedurende de hele twintigste eeuw deel uitmaken van het referentiekader van literatuurcritici. Dit blijkt uit de recensies van de in 1984 verschenen poëziebundel Egyptisch van Harry Mulisch. Bracht Wiel Kusters Cheops alleen in de inleiding van zijn in NRC Handelsblad verschenen recensie in herinnering, in het Nieuwsblad van het Noorden trok Paul Herruer een vergelijking tussen beide auteurs: 'Als Mulisch zichzelf in een traditie zou hebben willen plaatsen dan zou hij wellicht uitgekomen zijn bij een van de langere gedichten van Leopold, zoals bijvoorbeeld diens Cheops. Niet alleen komt dat doordat Mulisch in zijn taal een vergelijkbaar ritme opbouwt; of door de thematiek: leven en dood. Het komt vooral door de manier waarop het ene beeld het andere uitlokt'. Rudi Boltendal besprak Egyptisch in de Leeuwarder Courant samen met onder meer de in dezelfde periode verschenen Cheops-uitgave van Agathon, welke hij beschouwde als bewijs dat het gedicht 'blijkbaar steeds nieuwe generaties lezers weet aan te spreken.'
In 1993 publiceerde Lucebert een poëziebundel, Van de roerloze woelgeest, waarin een frase uit Cheops fungeert als titel van het derde gedicht, het tien regels lange 'De rijke rotsklomp... droomende onder het marmerpantser'. In zijn recensie voor NRC Handelsblad suggereerde Guus Middag dat het gedicht te maken zou kunnen hebben met 'de piramide of de weidse gedachtenvlucht van koning Cheops (...), want daarover gaat het gedicht van Leopold.' Middag oppert verder de mogelijkheden dat de regel 'wij die in gewoonten wonen' naar Leopolds farao zou verwijzen en de regel 'collage van kolos en worm' zou duiden op de imposante piramide en het nietige stoffelijk overschot daarbinnen. Ook andere critici vonden de verwijzing naar Cheops relevant genoeg om te vermelden. Remco Ekkers suggereerde in de Leeuwarder courant dat beide gedichten handelen over de tegenstellingen tussen de hoge verwachtingen die de mens waar probeert te maken en de bescheiden werkelijkheid waaraan hij zich vaak onderwerpt. Onder het citeren van de regel 'vlezige sarcofagen door slopers getorst' meent T. van Deel in Trouw dat het gaat om 'de menselijke hoedanigheid, waarin dood en verval zijn inbegrepen.'

## Vertalingen
In 1947 verscheen een eerste poging tot vertaling in het Engels door Sir Herbert Grierson, welke later herzien moet zijn. Dolf Verspoor vond in 1952 in De nieuwsgier dat Grierson eerst 'verstek heeft laten gaan', maar in de herziene versie stond 'bijzonder mooie Engelse poëzie'. Toen in 1958 J.P. de Kanter 31 verzen van Leopold vertaalde, oordeelde De tijd dat Grierson destijds 'de ondertoon' van Leopold beter had weten te treffen.
- J.H. Leopold, 'Cheops by Leopold.' Translated by Herbert J.C. Grierson. Neville Braybrooke & Elizabeth Kind (ed.), Translation; second series. London: Phoenix Press, 1947, 67-71. Herdrukt in Herbert Grierson, The flute; with other translations from Latin, Dutch and French. Edinburgh/London: Oliver and Boyd, 1949, 34-41. Ook opgenomen in Dirk Kroon (red.), In deze weidsche vlucht de koning Cheops. 's-Gravenhage: Uitgeverij BZZTôH, 1983, 45-49.
- J.H. Leopold, Cheops. Vertaald in het Engels door Christine D'haen, Paul Claes. Amsterdam, Regulierenpers, 1985. Oplage van 75 genummerde exemplaren, waarvan 15 op Japon Nacré (gebonden in halfperkament) en 60 op Antiek Vergé.

## Verklarende noten
1. ↑  Een Nederlandse vertaling van de betreffende passage van Herodotus is opgenomen in Polak en Staal (1953), 59-60
2. ↑  Het gaat om onder meer Horatius, Carmina III, vs. 30; Propertius, epigrammen van Seneca en Ovidius' Metamorfosen, boek XV, vanaf vs. 871 (Van der Paardt 1991, 142).
3. ↑  Een opgave van het jaar van verschijnen ontbreekt in deze uitgave. Op 9 september 1983 stond de uitgave in de lijst van het komende half jaar te verschijnen literaire titels die NRC Handelsblad afdrukte. Voor 1983 pleit het ontbreken in de 'Drukgeschiedenis' van twee edities die dat jaar verschenen, de wetenschappelijke editie van Sötemann en Van Vliet en de facsimile van de Zilverdistel-uitgave in de door Kroon verzamelde beschouwingen. Voor 1984 pleit dat De Leeuwarder courant het boekje op 20 april van dat jaar signaleerde.
4. ↑  De tekst is geheel opgenomen in Polak 1988.
5. ↑  In deze recensie wordt het gedicht van Lucebert volledig geciteerd.

## Verwijzende noten
1. ↑  Sötemann en Van Vliet (1983), 107
2. 1 2 3 4  Bel (2015), 566
3. ↑  Brief van Leopold aan Martha van Vloten, 14 september 1918, geciteerd in Sötemann en Van Vliet (1983), 105
4. ↑  Polak en Staal (1953), 60-61
5. ↑  J.H. Leopold, 'Stoïsche wijsheid'. J.H. Leopold, Verzameld werk. Deel I. Brusse/Van Oorschot, 488-529
6. ↑  Van Halsema (1975), 152 en 154
7. ↑  J.H. Leopold, 'Uit den tuin van Epicurus.' J.H. Leopold, Verzameld werk. Deel II, Brusse/Van Oorschot, 531-591. Gearchiveerd op 4 februari 2022.
8. ↑  Bel (2015), 213
9. ↑  Geciteerd bij Sötemann en Van Vliet (1983), 104
10. 1 2  Van Halsema (1975), 158
11. ↑  Brief van Gerhardt aan Dirk Kroon van september 1983, geciteerd in Kroon 1983, 330
12. 1 2  Van der Paardt (1991), 138
13. 1 2  Van der Paardt (1991), 142
14. ↑  Raat (2010), 180
15. ↑  Van den Bergh en Pröpper (1986), 151
16. ↑  Kramer (1952), 50
17. ↑  Minderaa (1964), 81
18. ↑  Polak en Staal (1953), 61-62
19. 1 2 3  Van der Paardt (1991), 140
20. ↑  Van Eyck (1924), 36
21. ↑  Stuiveling (1982), 340
22. 1 2  De Jong (1966), 96
23. ↑  Van der Paardt (1991), 138-139
24. ↑  Geciteerd bij Kramer (1952), 50. Accenttekens van Kramer.
25. ↑  Kramer (1952), 50. Kramers cursiveringen.
26. ↑  Kramer (1952), 51
27. ↑  Kramer (1952), 52. Cursiveringen van Kramer.
28. 1 2  Kramer (1952), 53. Cursiveringen van Kramer.
29. ↑  Geciteerd bij Kramer (1952), 53
30. ↑  Kramer (1952), 53-54
31. ↑  Kramer (1952), 54
32. ↑  Koster (1932), geciteerd naar Kroon (1983), 315
33. ↑  Van Halsema (1975), 157
34. ↑  Koster (1932), geciteerd naar Kroon (1983), 316
35. ↑  Van Halsema (1975), 154-155
36. ↑  Van Halsema (1975), 156-157
37. ↑  Van Halsema (1975), 161-162
38. ↑  Van Halsema (1975), 162
39. ↑  Van Halsema (1975), 164
40. ↑  Van Halsema (1975), 165-166
41. ↑  Van Halsema (1975), 167. Cursief van Van Halsema.
42. ↑  Van Halsema (1975), 168
43. ↑  Van Halsema (1975), 167-169
44. ↑  Van Halsema (1975), 169-170
45. ↑  Van Halsema (1975), 171
46. ↑  Geciteerd bij Mr. J. Sj. Brouwer, 'Nog enkele herinneringen aan den dichter Leopold. II (slot).' Het vaderland, 18 juli 1930. Het citaat staat in de eerste kolom. Met gemoderniseerde spelling ook in Kroon (1983), 314
47. 1 2  Knuvelder (1976), 284
48. 1 2 3  Van den Akker (1990), 40
49. ↑  Anbeek (1999), 82
50. ↑  Kramer (1952), 56
51. ↑  Lissens (1970), 125
52. ↑  Schmidt-Degener (1942), 42. Met gemoderniseerde spelling ook in Kroon (1983), 315
53. ↑  Van Eyck (1924), 34
54. ↑  Van Eyck (1924), 35
55. ↑  Meeuwesse (1970), 139
56. ↑  Van Halsema (1975), 174
57. ↑  Fens (1976), VIII
58. ↑  Van der Paardt (1991), 141
59. ↑  Van Halsema (1975), 174-175. Aanhaling op 175.
60. ↑  Van Halsema (1975), 175
61. ↑  Anbeek (1999), 83
62. ↑  Van der Paardt (1991), 141-143
63. ↑  Kees Fens, 'Met wegbewaren en welbedachtzaamheid', de Volkskrant, 25 september 1989
64. ↑  Fens (1989)
65. ↑  Sötemann (1975), 342
66. ↑  Van Halsema (1975), 50-51
67. ↑  Dorleijn (1984), 167
68. ↑  Bel (2015), 214-215
69. 1 2  Sötemann en Van Vliet (1983), 100
70. ↑  Sötemann en Van Vliet (1983), 98
71. ↑  An. (1983/1984), 31
72. ↑  Sötemann en Van Vliet (1983), 100-102
73. ↑  Geciteerd bij Sötemann en Van Vliet (1983), 101
74. ↑  Sötemann en Van Vliet (1983), 103
75. ↑  Leopold in Kroon (1983), 11-20
76. ↑  Leopold (vert. Grierson) in Kroon (1983), 45-49
77. ↑  Sötemann en Van Vliet (1983), XIV
78. ↑  Brief van Leopold aan Martha van Vloten, 14 september 1918, geciteerd bij Sötemann en Van Vliet (1983), 105
79. ↑  An., 'Voordrachtskunst.' Leeuwarder courant, 23 december 1916.
80. ↑  An., 'Kunst en letteren.' Haagsche courant, 12 november 1917.
81. ↑  An., 'Dr. Berlage gehuldigd in de "Haagsche Kunstkring."' Haagsche courant, 8 maart 1926.
82. ↑  Polak (1988).
83. ↑  Brief van Leopold aan A. Roland Holst van 4 maart 1921, geciteerd bij Sötemann en Van Vliet (1983), 109 en bij Kroon (1983), 292
84. ↑  Dorleijn (1993), 630-632
85. ↑  Geciteerd bij Dorleijn (1993), 631
86. ↑  Dorleijn (1993), 632-633. Aanhaling op 633.
87. ↑  Dorleijn (1993), 634
88. 1 2  Geciteerd bij Sötemann en Van Vliet (1983), 107
89. ↑  Bel (2015), 649
90. ↑  Bel (2015), 658, 667. Geciteerd woord op 667.
91. ↑  Bel (2015), 756
92. ↑  Anton van Duinkerken, 'Het Boek van de Week.' De tijd, 9 augustus 1935.
93. ↑  W.L.M.E. van Leeuwen, 'Over Litteratuur.' Twentsch dagblad Tubantia en Enschedesche courant, 19 oktober 1935.
94. ↑  C.J. Kelk, 'Letterkundige kroniek.' Provinciale Overijsselsche en Zwolsche courant, 23 juli 1938.
95. ↑  A.I, 'Claudine Witsen-Elias draagt voor.' Algemeen Handelsblad, 19 november 1957.
96. ↑  Hlg., 'Claudine Witsen Elias draagt voor.' De tijd, 19 november 1957.
97. ↑  Knuvelder (1976), 283 en 285
98. ↑  Wiel Kusters, 'De weeën, de zee, de ziel en de dood: "Egyptische" gedichten van Harry Mulisch een zeldzaam intellectueel avontuur.' NRC Handelsblad, 13 maart 1984.
99. ↑  Paul Herruer, 'Lange gedichten van Ten Berge en Mulisch.' Nieuwsblad van het Noorden, 26 april 1984.
100. ↑  Rudi Boltendal, 'Klein, groter en grootst bekeken.' Leeuwarder courant, 20 april 1984.
101. ↑  Guus Middag, 'Een ieder dwaalt in eeuwig onbehagen; De wijze en de woorddronken Lucebert.' NRC Handelsblad, 19 maart 1993. Gearchiveerd op 30 oktober 2016.
102. ↑  Remco Ekkers, 'Verheven gelamenteer. Grimmige poëzie van Lucebert.' Leeuwarder courant, 11 juni 1993.
103. ↑  T. van Deel, 'Lucebert, Van de roerloze woelgeest. Een wrak in de wasbak van het heelal.' Trouw, 4 maart 1993.
104. ↑  Dolf Verspoor, 'Boutens, Leopold, Bloem en Buning in het Engels.' De nieuwsgier, 3 april 1952.
105. ↑  J.W.H., 'Leopold in het Engels.' De tijd, 19 april 1958.